# Glypta robusta
Glypta robusta là một loài tò vò trong họ Ichneumonidae.